# Денсаулык жолы
«Денсаулык жолы» (каз. Денсаулық жолы — «Путь здравоохранения») — ежемесячный научно-популярный журнал на казахском языке, посвящённый вопросам здравоохранения. Издавался в 1929—1932 гг. в Казахской ССР. Воссоздан в 1990 году под названием «Денсаулык».

## История
Первый номер журнала вышел на 40 страницах, из которых 36 были напечатаны арабицей, 4 — латиницей. В издании журнала большую роль сыграл народный комиссар здравоохранения Мухамедгали Койшибаевич Татимов (1894—1938), который одновременно являлся первым главным редактором (1929—1930). В 1930—1932 гг. главными редакторами были Б. А. Абдрахманов и С. Д. Асфендияров. В журнале часто печатались статьи Х. Д. Досмухамедова.

## Современное издание
С января 1990 года журнал был воссоздан под сокращённым названием «Денсаулык» («Здравоохранение») как орган министерства здравоохранения Казахстана и республиканского совета профсоюзов. С 1999 года — ТОО. На страницах журнала освещаются вопросы современной медицины, проблемы охраны окружающей среды и другое. Имеются рубрики, посвящённые истории медицины, лучшим медицинским работникам страны. Объём — четыре печатных листа, тираж на 2000 год — 9 тысяч экземпляров.